# 19416 Бенґласс
19416 Бенґласс (19416 Benglass) — астероїд головного поясу, відкритий 20 березня 1998 року.
Тіссеранів параметр щодо Юпітера — 3,510.